# Екран (Лоаре)
Екран (фр. Escrennes) насеље је и општина у централној Француској у региону Центар, у департману Лоаре која припада префектури Питивје.
По подацима из 2011. године у општини је живело 717 становника, а густина насељености је износила 62,08 становника/km². Општина се простире на површини од 11,55 km². Налази се на средњој надморској висини од 114 метара (максималној 123 m, а минималној 102 m).

## Демографија
| 1962. | 1968. | 1975. | 1982. | 1990. | 2011. |
| ----- | ----- | ----- | ----- | ----- | ----- |
| 502   | 465   | 617   | 639   | 614   | 717   |

График промене броја становника у току последњих година